# Лимантепе
Лимантепе (тур. Limantepe) — доисторический памятник западноанатолийской культуры эпохи бронзового века. Находится в пределах городской зоны прибрежного турецкого города Урла вблизи Измира на западе Турции.

## История
Поселение с гаванью возникло около 4000 г. до н. э. Вокруг него была возведена оборонительная стена, частично заходящая в море вдоль берега. Лимантепе — один из древнейших известных искусственных портов в Эгейском море.
Памятник открыл Экрем Акургал в 1950 году. С 1979 года проводятся раскопки, в том числе подводные, с участием международной команды археологов. Многие открытые артефакты в настоящее время выставлены в Измирском археологическом музее. Невдалеке от Лимантепе находятся руины древнего города Клазомены, который был населён в железном веке и который несколько раз менял своё местонахождение.

## Культурные слои
Помимо находок, относящихся к классическому периоду, в Лимантепе обнаружено три важных культурных слоя доклассического периода, а также отдельные находки эпохи халколита.
Самый древний из слоёв датируется ранним бронзовым веком (около 3000 до н. э.) и далее. Второй слой относится к среднему бронзовому веку и датируется первой половиной 2-го тысячелетия до н. э. и далее.
Находки из двух вышеуказанных слоёв свидетельствуют о культурных связях с близлежащими памятниками Тепекуле, Байраклы (в городской черте города Измир) и Паназтепе в устье реки Гедиз, а также, возможно, о влиянии культур центральной Анатолии.
Третий слой относится к позднему бронзовому веку и датируется XVI—XIII вв. до н. э., что примерно совпадает с датировкой Троянской войны. Некоторые находки из данного слоя указывают на близость к микенской культуре.
Вместе с находками в Клазоменах, Лимантепе отражает историю региона за почти 4-тысячелетний период. В 2007 году в море у побережья Лимантепе обнаружен деревянный якорь VII века до н. э.